# Please (canção de U2)
"Please" é uma canção da banda de rock irlandesa U2. É a décima primeira faixa e foi lançado como quarto single do álbum Pop, em 20 de outubro de 1997.
Assim como "Sunday Bloody Sunday", a canção é sobre "The Troubles", conflitos étnicos e políticos na Irlanda do Norte. A capa do single para esta canção apresenta as imagens de quatro políticos da Irlanda do Norte — Gerry Adams, David Trimble, Ian Paisley e John Hume (sentido horário, da esquerda acima para a direita). Dois meses antes do lançamento do single, versões ao vivo de "Please" e três outras canções da Popmart Tour foram lançadas no EP Please: Popheart Live em 4 de setembro de 1997.

## Performances ao vivo
Esta música foi tocada ao vivo durante toda a execução da turnê Popmart, com uma batida militarista, semelhante a de "Sunday Bloody Sunday". Cada performance servia diretamente como introdução da canção "Where the Streets Have No Name". Durante a Elevation Tour, a música foi tocada inicialmente com guitarras elétricas, antes de ser tocada como música acústica por Bono e The Edge, em cerca de 20 espetáculos diferentes. A música não foi tocada integramente desde o último show da Elevation Tour. No entanto, foi frequentemente tocada junto com "The Hands That Built America" durante a execução de "Bullet the Blue Sky", na Vertigo Tour.

## B-sides
O single "Please" tinha os seguintes b-sides:

### Dirty Day
Dois remixes de "Dirty Day", de Zooropa, foram feitas para o single, ambos por Butch Vig e Duke Erikson.

### I'm Not Your Baby
Esta canção foi gravada para a trilha sonora do filme The End of Violence, de Wim Wenders; com vocais de Sinéad O'Connor. A versão em destaque aqui é o remix instrumental, com poucas diferenças em relação à original.

### Please e Where the Streets Have No Name (Live from Rotterdam)
Esta performance foi executada na estréia da turnê Popmart na Europa, em 18 de julho de 1997 no Estádio Feijenoord em Roterdão, na Holanda. A média de oito batidas em "Please", contou com o rítmo de "Sunday Bloody Sunday", e o outro, com um falsete de Bono, seguindo para os primeiros acordes de "Where the Streets Have No Name", que foi atualizado para um som de estilo techno. O final da performance, incluiu algumas letras de outra canção do álbum Pop, "The Playboy Mansion".

### With or Without You (Live from Edmonton)
Esta performance de "With or Without You" foi retirado da primeira etapa da turnê Popmart, em 14 de junho de 1997, no Estádio Commonwealth em Edmonton, Canadá.

### Staring at the Sun (Live from Rotterdam)
Esta performance de "Staring at the Sun", foi interpretada por Bono e The Edge, como parte de um set acústico nos shows da Popmart, sendo bem diferente da versão do álbum Pop. Era uma versão mais sutil, focada nos vocais, com apenas dois violões e algumas harmonias nos refrões.

## Versões alternativas
Existem 5 versões desta canção em disponível:
- A versão do álbum, incluído no álbum Pop.
- A versão do single, no single e vídeo. Esta versão era mais parecida com as apresentações ao vivo, com uma introdução orquestrada e, "Sunday Bloody Sunday" com uma média de oito batidas. Esta versão foi gravada no Wisseloord Studios, em Hilversum, Holanda.
- Na edição norte-americana, uma edição especial foi incluído nas versões dos Estados Unidos do CD single de "Please". É uma versão mais simplificada e reduzida da versão single. Sua duração é de 3:55.
- A performance ao vivo de 18 de julho de 1997, em Roterdão, também do single.
- Outra performance ao vivo, de 3 de dezembro de 1997, na Cidade do México. Esta versão aparece no álbum ao vivo Hasta la Vista Baby!.

## Vídeos
O vídeo de "Please" é em preto-e-branco, dirigido por Anton Corbijn. Acontece em uma rua chamada "No Name" (uma referência à canção "Where the Streets Have No Name") onde um mendigo está de pé, com uma placa dizendo "please" (por favor), pendurada ao pescoço. Várias pessoas passam ajoelhadas, até um ponto em que esta situação é invertida. A banda não aparece na maior parte do vídeo, finalmente aparecendo durante o solo de guitarra executado por The Edge. Este vídeo aparece também no DVD The Best of 1990-2000, juntamente com o comentário do diretor.
Dois vídeos da turnê Popmart foram liberados — bem como um vídeo da Popmart: Live from Mexico City, e o "Mural Mix" (filmado em Helsínquia, em 9 de agosto de 1997), que foi lançado no "The History Mix", disco bônus de The Best of 1990-2000 & B-Sides.

## Lista de faixas
| Liberação em cassete |                            |         |  |
| N.º                  | Título                     | Duração |  |
| 1.                   | "Please" (Versão single)   | 5:36    |  |
| 2.                   | "Dirty Day" (Junk Day Mix) | 4:41    |  |

| Lançamento internacional do CD |                               |         |  |
| N.º                            | Título                        | Duração |  |
| 1.                             | "Please" (Versão single)      | 5:36    |  |
| 2.                             | "Dirty Day" (Junk Day Mix)    | 4:41    |  |
| 3.                             | "Dirty Day" (Bitter Kiss Mix) | 4:32    |  |
| 4.                             | "I'm Not Your Baby"           | 5:47    |  |

| Lançamento do CD nos Estados Unidos |                                                                                |         |  |
| N.º                                 | Título                                                                         | Duração |  |
| 1.                                  | "Please" (Versão single)                                                       | 5:36    |  |
| 2.                                  | "Please" (Live from Rotterdam, em 18 de julho de 1997)                         | 7:11    |  |
| 3.                                  | "Where the Streets Have No Name" (Live from Rotterdam, em 18 de julho de 1997) | 6:33    |  |
| 4.                                  | "With or Without You" (Live from Edmonton, em 14 de junho de 1997)             | 4:38    |  |
| 5.                                  | "Staring at the Sun" (Live from Rotterdam, em 18 de julho de 1997)             | 5:33    |  |

## Paradas e posições
| Paradas (1997)              | Melhor posição |
| --------------------------- | -------------- |
| Austrália                   | 21             |
| Bélgica (Flanders)          | 31             |
| Finlândia                   | 7              |
| França                      | 31             |
| Holanda                     | 6              |
| Irish Singles Chart         | 6              |
| Noruega                     | 15             |
| Nova Zelândia               | 32             |
| Suécia                      | 33             |
| Suíça                       | 35             |
| Billboard Alternative Songs | 31             |